# 2074
Năm 2074. Trong lịch Gregory, nó sẽ là năm thứ 2074 của Công nguyên hay của Anno Domini; năm thứ 74 của thiên niên kỷ thứ 3 và của thế kỷ 21; và năm thứ năm của thập niên 2070.